# Srednija
Lo Srednija (nome ufficiale, in sloveno: Skakalnica Stano Pelan, "trampolino Stano Pelan") era un trampolino situato a Planica, in Slovenia. È in disuso dal 2007.

## Storia
Aperto nel 1934, l'impianto faceva parte dello stesso complesso del trampolino lungo HS140 Bloudkova velikanka e ha ospitato numerose tappe della Coppa del Mondo di salto con gli sci. I due salti sono stati in seguito smantellati; al loro posto è sorto il complesso Nordijski center Planica, con un nuovo trampolino Bloudkova velikanka lungo HS139.

## Caratteristiche
Il trampolino normale HS100 Srednija aveva il punto K a 90 m; il primato di distanza appartiene allo sloveno Bine Zupan (110 m nel 2004), mentre quello femminile (105, 5 m) è stato stabilito dalla norvegese Anette Sagen nel 2003.